# إنكورت (باد كاليه)
إنكورت، باد كاليه (بالفرنسية: Incourt, Pas-de-Calais)‏ هي بلدية تقع في إقليم باد كاليه من منطقة نور با دو كاليه في شمال فرنسا. تبلغ مساحة هذه المدينة 1.82 (كم²)، وترتفع عن سطح البحر 92 م، يبلغ عدد سكانها 94 نسمة حسب إحصاء المعهد الوطني للإحصاء والدراسات الاقتصادية سنة 2009 م. وترأس رولاند فوكمبيرج البلدية خلال فترة (2001-2008).